# Alberto Acha
Alberto Figueroa de Acha (ur. 3 kwietnia 1920, zm. w 1979) – boliwijski piłkarz, reprezentant kraju. Podczas kariery piłkarskiej występował na pozycji obrońcy.

## Kariera piłkarska
Podczas kariery piłkarskiej Alberto Acha występował w klubie Club The Strongest. Z The Strongest, w którym grał w latach 1944–1951 zdobył mistrzostwo Boliwii w 1945 i 1946 roku.

## Kariera reprezentacyjna
Alberto Acha występował w reprezentacji Boliwii w latach 1945–1950. W 1945 roku wziął udział w Copa América na której Boliwia zajęła szóste, przedostatnie miejsce a Acha wystąpił we wszystkich sześciu meczach turnieju z: Argentyną, Chile, Brazylią, Ekwadorem, Urugwajem i Kolumbią.
W 1946 roku wziął udział w Copa América na której Boliwia zajęła szóste, ostatnie miejsce a Acha wystąpił we wszystkich pięciu meczach turnieju z Brazylią, Argentyną, Paragwajem, Urugwajem i Chile. 
W 1947 roku po raz trzeci wziął udział w Copa América na której Boliwia zajęła siódme, przedostatnie miejsce a Acha wystąpił w pięciu meczach turnieju z Ekwadorem, Argentyną, Urugwajem, Kolumbią i Paragwajem. 
W 1949 roku po raz czwarty wziął udział w Copa América na której Boliwia zajęła czwarte miejsce a Acha wystąpił we wszystkich siedmiu meczach turnieju z Chile, Brazylią, Urugwajem, Ekwadorem, Peru, Paragwajem i Kolumbią.
W 1950 wziął udział w mistrzostwach świata, gdzie wystąpił w jedynym meczu Boliwii z Urugwajem. Ogółem w latach 1945–1950 wystąpił w reprezentacji w 24 spotkaniach.